# Pidwolotschysk

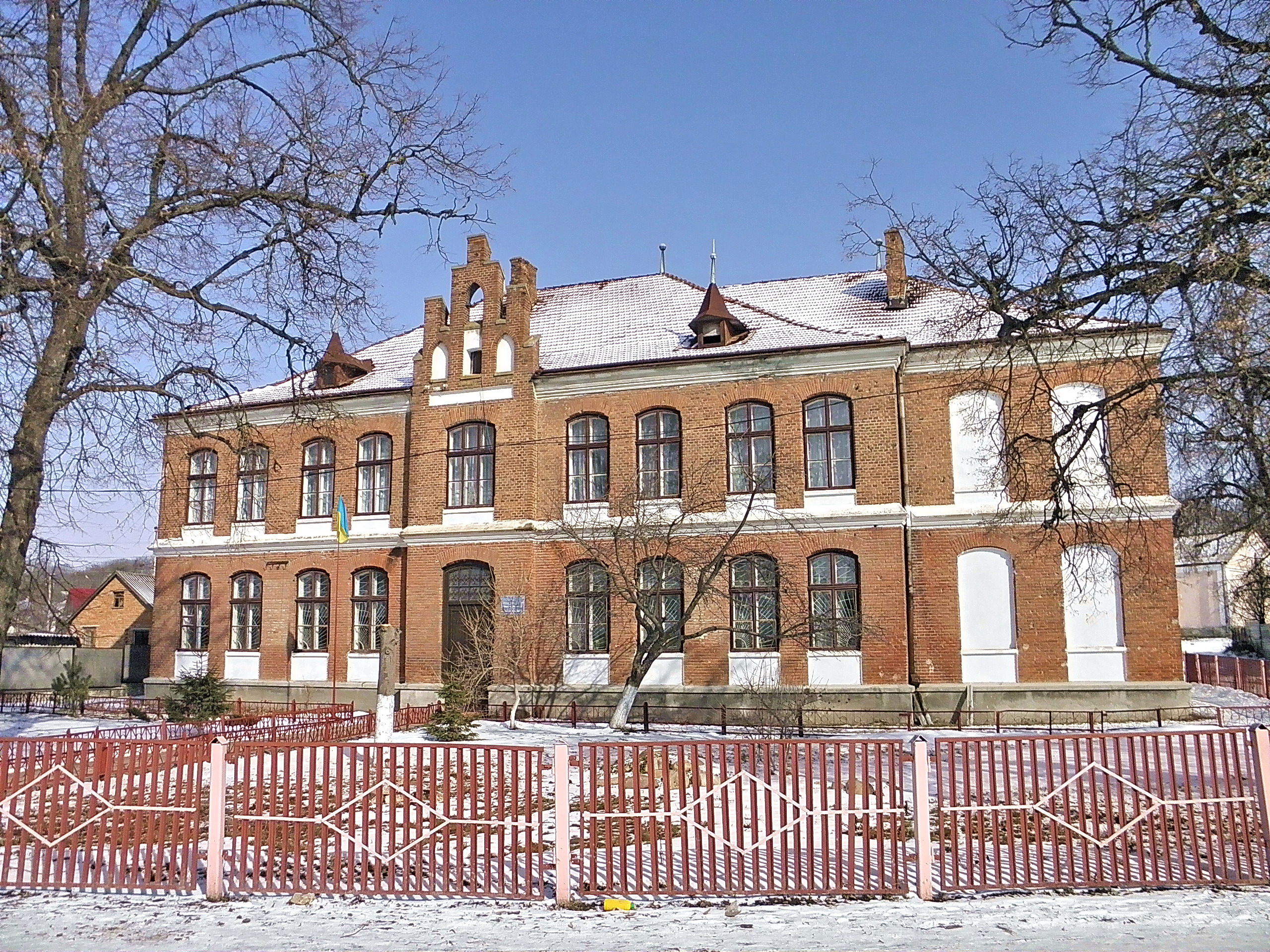
Gebäude im Ort

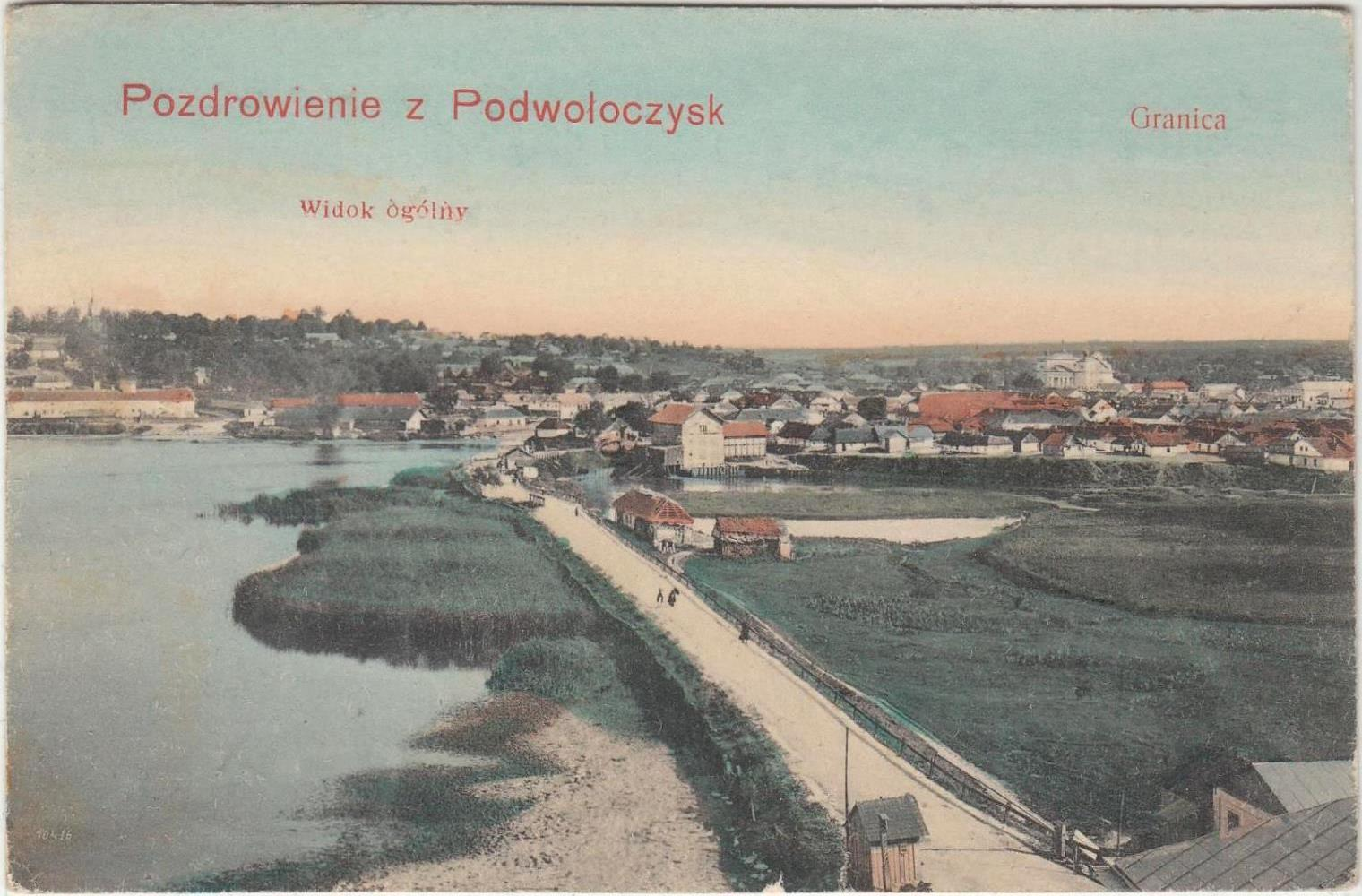
Grenzübergang zwischen Pidwolotschysk und Wolotschysk

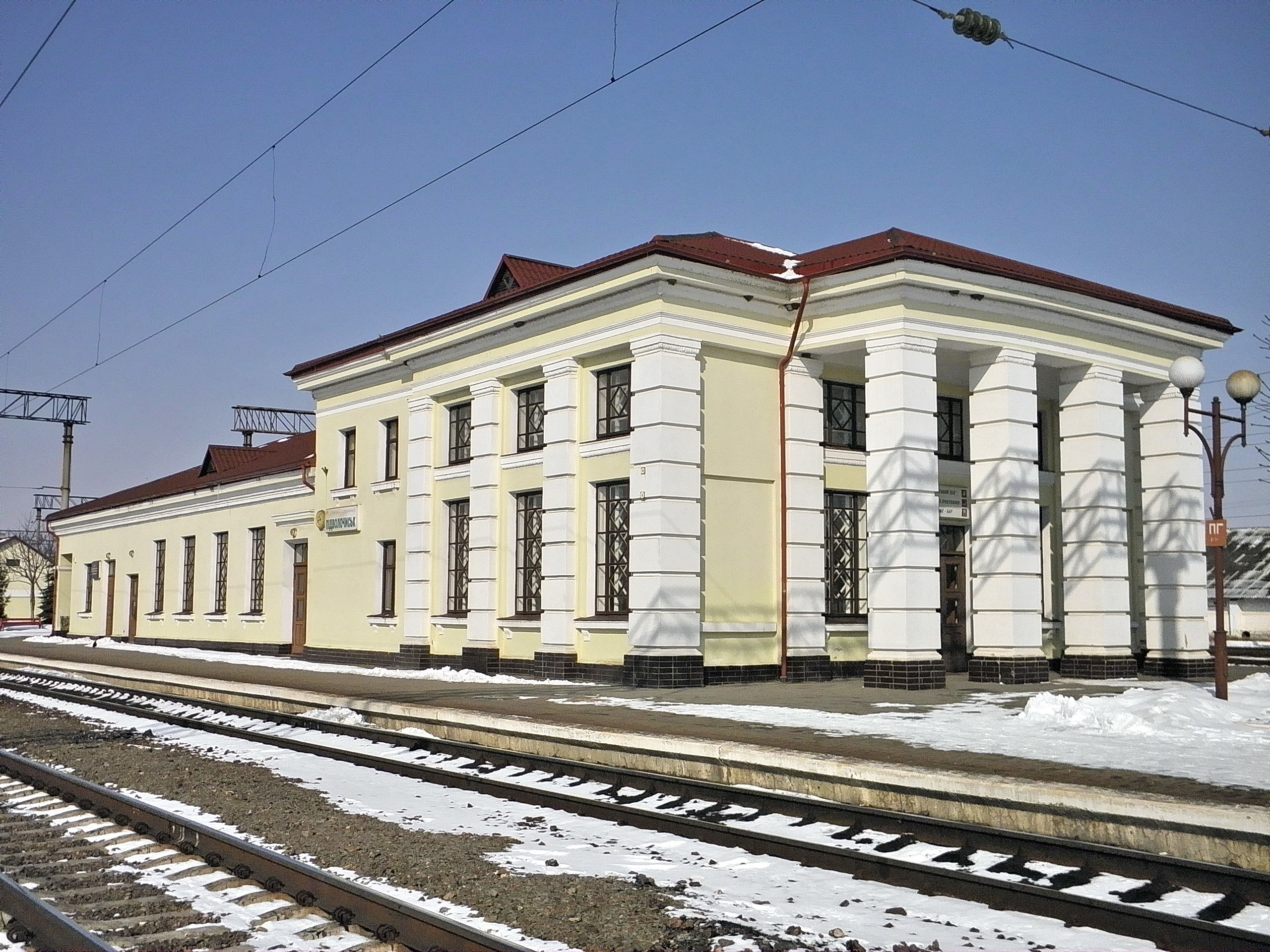
Bahnhofsgebäude in Pidwolotschysk

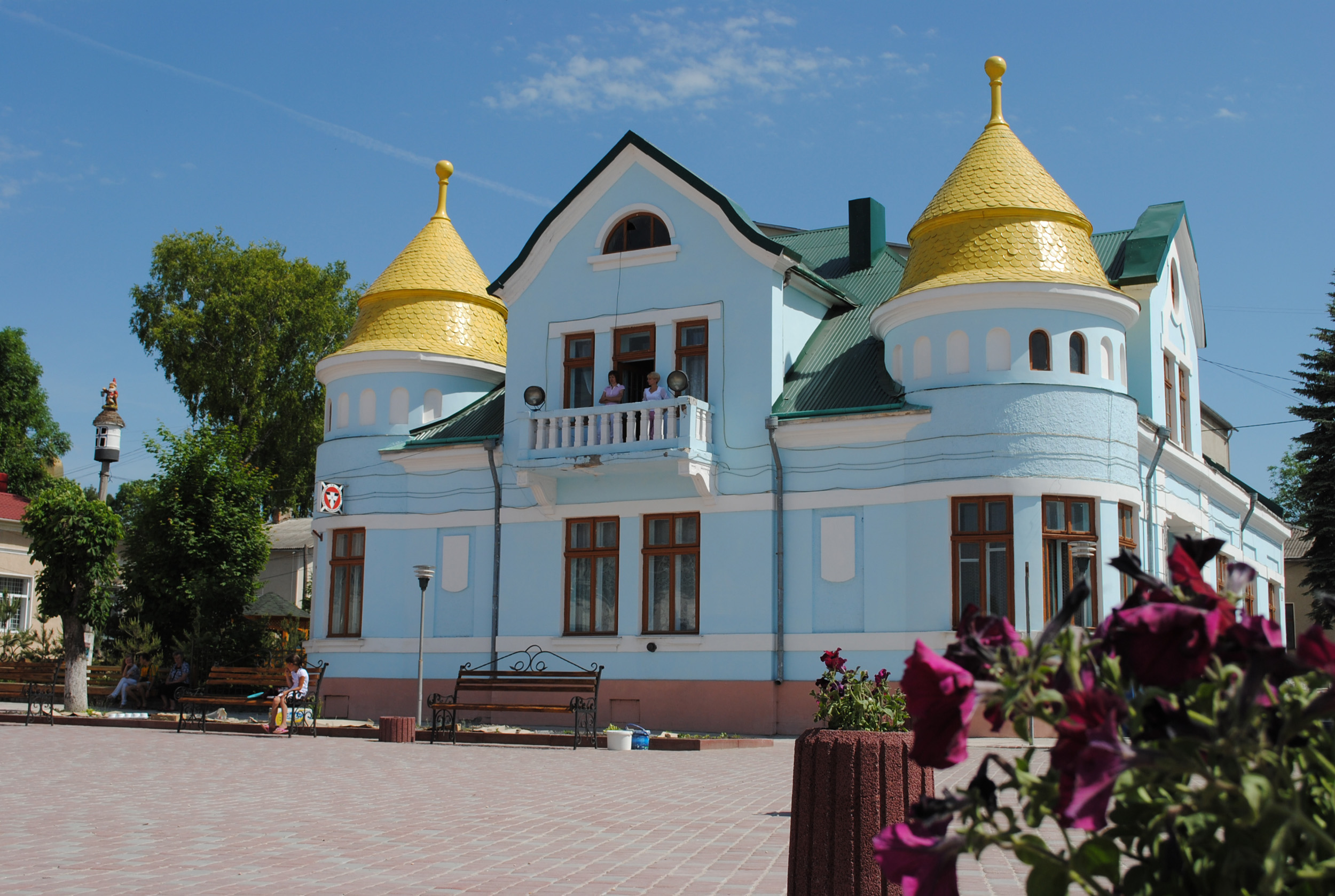
Villa Hromnyzki in Pidwolotschysk

Pidwolotschysk (ukrainisch Підволочиськ; russisch Подволочиск Podwolotschisk, polnisch Podwołoczyska) ist eine in der Westukraine am rechten Ufer des Flusses Sbrutsch und etwa 50 km östlich der Oblasthauptstadt Ternopil gelegene Siedlung städtischen Typs mit etwa 7600 Einwohnern.

## Geschichte
Der Ort wurde 1463 zum ersten Mal schriftlich erwähnt. Schon damals gab es beiderseits des Flusses Sbrutsch Siedlungen an einem wichtigen Handelsweg, die linksseitig gelegene Siedlung, heute Wolotschysk entwickelte sich aber besser als die rechtsufrig liegende Siedlung, deren Name „bei/unter Wolotschysk“ gelegen bedeutet. Sie lag zunächst im Königreich Polen (bis 1569) und gehörte der Adelsfamilie Zbaraski, später der Familie Wiśniowiecki und ab 1744 der Adelsfamilie Moszyński (dann in der Adelsrepublik Polen-Litauen in der Woiwodschaft Podolien).
Mit der Teilung Polens 1772 fiel die kleine Siedlung an das neu entstandene Kronland Galizien innerhalb Österreichs und gehörte zunächst administrativ zum Kreis Tarnopol, mitsamt diesem wurde sie zwischen 1809 und 1815 kurzzeitig ein Teil des Russischen Reiches, kam aber danach wieder zu Galizien und wurde 1850 Teil des neu geschaffenen Bezirks Skałat. 1897 wurde der Ort durch die Schaffung eines Bezirksgerichts zum Sitz des neu geschaffenen Gerichtsbezirks Podwołoczyska, dieses bestand bis 1918.

### Handelsknotenpunkt
Infolge des Eisenbahnbaus der Strecke Tarnopol–Podwołoczyska (Teil der Galizischen Carl Ludwig-Bahn mit Weiterführung nach Kiew) in den Jahren 1869 bis 1871 kam dem bis dahin eher unbedeutenden Grenzort neue Bedeutung zu.
Der letzte Abschnitt der Gleise auf der (damals) österreichischen Seite bis zum Flussufer erwies sich als schwierig, denn es musste durch einen Berg ein einen Kilometer langer und 40 Meter hoher Einschnitt gegraben werden. Angesichts der seinerzeit verfügbaren technischen Mittel war dies eine große Herausforderung. Die Österreicher rekrutierten Arbeiter unter den Bauern aus den umliegenden Dörfern. Die Arbeiter mussten ihre schweren Werkzeuge zu Fuß tragen und täglich eine Distanz von 2 bis 3 Kilometer zur Baustelle bewältigen. Am Bestimmungsort waren sie bereits geschwächt, um die schwierige Arbeit zu leisten. Es entstanden deshalb Behausungen vor Ort. Die nächste Herausforderung war der Bau einer Brücke über den Grenzfluss Sbrutsch.
Nach Fertigstellung der Bahnverbindung entwickelte sich Pidwolotschysk zunehmend zu einer wichtigen Drehscheibe für Import- und Exportgüter zwischen Russland und Mitteleuropa. Ursächlich war dafür, dass die Spurweite der Galizischen Carl Ludwig-Bahn in der europäischen Normalspur von 1435 Millimetern ausgeführt war, dagegen die Bahnstrecke der Kiew-Brester Eisenbahn in der russischen Breitspur von 1524 Millimetern. Umspurungen von Eisenbahnwagen waren damals nicht üblich, Güter mussten deshalb in Pidwolotschysk umgeladen werden und Reisende umsteigen. Ein großer Umlade- und Umsteigebahnhof entstand. Nachdem die Züge zu unterschiedlichen Zeiten eintrafen, entstanden zahlreiche Lagerhäuser zur Zwischenlagerung der Güter, Hotels zur Übernachtung der Reisenden und ein Zollamt. Schwerpunkt war der Handel mit russischem Getreide, Holz und Eiern. Der Getreidetransport nahm solche Ausmaße an, dass das Getreide teilweise auf dem freien Feld in großen Hügeln zwischengelagert wurde, die entsprechend bewacht wurden. Neben den Zugtransporten nahm der Warentransport mit Kutschen einen breiten Raum ein. Es entstanden zwei Fabriken zur Erzeugung von Albumin aus Eiern, zwei Getreidemühlen und zwei Ziegeleien. Neben vielen Handwerksbetrieben und Handelsgeschäften fanden sich allein 43 Getreidehändler. Pidwolotschysk entwickelte sich zum wichtigsten Grenzübergang zwischen Österreich und Russland, in dem zahlreiche Handelsfirmen aus ganz Europa vertreten waren. So wurde der Ort zu einem blühenden Handelsknotenpunkt. Bekannt war vor allem die Eierbörse, welche längere Zeit die Eierpreise in Mittel- und Osteuropa bestimmte. Täglich wurden die Eierpreise telegraphisch zur Berliner und Londoner Börse übermittelt.
Auch für den Personenverkehr über die Grenze war der Ort von Bedeutung. Aus Russland kommende Reisende erwarben hier westliche Kleidung vor ihrer Weiterreise in den Westen. Der Bahnhof von Pidwolotschysk war ein Zwischenstopp bei Reisen in die Touristenzentren Karlsbad, Franzensbad und Marienbad. Ab 1908 gab es in der Wintersaison direkte Schlafwagenverbindungen von Pidwolotschysk nach Nizza und Cannes, die ab Wien mit dem Wien-Nizza-Cannes-Express befördert wurden.
Wegen des immer größer werdenden Güterumschlages wurde Pidwolotschysk der Status eines Marktfleckens verliehen, es entwickelte sich vor allem die jüdische Gemeinde im Ort, die 1890 75 % der Bevölkerung ausmachte. 25 % der 1900 Einwohner waren Polen. Bis zum Ausbruch des Ersten Weltkriegs wuchs die Bevölkerung auf 10.000 Einwohner, wodurch die jüdische Bevölkerung auf 85 % anwuchs. Zahlreiche Sprachen beherrschten den Alltag, wie polnisch, russisch, deutsch, französisch, hebräisch und jiddisch. Um die Jahrhundertwende wurde vom Klein-Paris des Ostens gesprochen. In den Jahren 1896 bis 1898 wurde der Ort von vier Großbränden heimgesucht. Nachdem in Russland gegen Ende des 19. Jahrhunderts das Bahnstreckennetz immer weiter ausgebaut wurde und sich der Waren- und Personenverkehr auf zahlreiche andere Bahnstrecken zwischen Ost und West verteilte, schwand sukzessive die Bedeutung von Pidwolotschysk als Handelsknotenpunkt.

### 1914–1945
Während des Ersten Weltkrieges wurde der Grenzort von August 1914 bis Februar 1918 von russischen Truppen besetzt und kam nach dem Ende des Krieges als Teil der Woiwodschaft Tarnopol zur Zweiten Polnischen Republik. Am 17. September 1939 kurz nach dem Beginn des Zweiten Weltkrieges wurde Pidwolotschysk von der Roten Armee okkupiert und erhielt im Januar 1940 als Zentrum des neugeschaffenen Rajons Pidwolotschysk den Status einer Siedlung städtischen Typs. Am 5. Juli 1941 wurde die Siedlung jedoch nach dem Angriff Deutschlands auf die Sowjetunion von deutschen Truppen besetzt. Partisanenverbände organisierten sich in den umliegenden Gebieten. Es wurde ein Zwangsarbeitslager für Juden mit der Bezeichnung Kamionki III errichtet, das von Mai 1942 bis 30. Juni 1943 betrieben wurde. Die männlichen Insassen wurden zum Gleis-, Brücken- und Straßenbau gezwungen. Teilweise wurden die Häftlinge bei der Firma Reckmann, Hoch- und Tiefbau und der Firma Otto Heil, Bad Kissingen eingesetzt. Während der deutschen Besatzung kam es einen Tag vor der Schließung des Lagers am 29. Juni 1943 zu Massenerschießungen von mindestens 438 Juden durch Paul Raebel. Der Ort konnte am 21. März 1944 wieder von der Roten Armee zurückerobert werden.

## Verwaltungsgliederung
Am 9. August 2015 wurde die Siedlung zum Zentrum der neugegründeten Siedlungsgemeinde Pidwolotschysk (Підволочиська селищна громада/Pidwolotschyska selyschtschna hromada), bis dahin bildete sie die gleichnamige Siedlungsratsgemeinde Pidwolotschysk (Підволочиська селищна рада/Pidwolotschyska selyschtschna rada) im Osten des Rajons Pidwolotschysk.
Seit dem 17. Juli 2020 ist sie ein Teil des Rajons Ternopil.
Folgende Orte sind neben dem Hauptort Pidwolotschysk Teil der Gemeinde:
| Name                     | Name         | Name                            | Name              | Name |
| ukrainisch transkribiert | ukrainisch   | russisch                        | polnisch          |      |
| ------------------------ | ------------ | ------------------------------- | ----------------- | ---- |
| Bohdaniwka               | Богданівка   | Богдановка (Bogdanowka)         | Bogdanówka        |      |
| Chmelyska                | Хмелиська    | Хмелиска (Chmeliska)            | Chmieliska        |      |
| Dorofijiwka              | Дорофіївка   | Дорофеевка (Dorofejewka)        | Dorofijówka       |      |
| Faschtschiwka            | Фащівка      | Фащевка (Faschtschewka)         | Faszczówka        |      |
| Haluschynzi              | Галущинці    | Галущинцы (Galuschtschinzy)     | Hałuszczyńce      |      |
| Iwaniwka                 | Іванівка     | Ивановка (Iwanowka)             | Iwanówka          |      |
| Kamjanky                 | Кам'янки     | Каменки (Kamenki)               | Kamionki          |      |
| Katschaniwka             | Качанівка    | Качановка (Katschanowka)        | Kaczanówka        |      |
| Klebaniwka               | Клебанівка   | Клебановка (Klebanowka)         | Klebanówka        |      |
| Korschyliwka             | Коршилівка   | Коршиловка (Korschilowka)       | Korszyłówka       |      |
| Mowtschaniwka            | Мовчанівка   | Молчановка (Moltschanowka)      | Mołczanówka       |      |
| Myslowa                  | Мислова      | Мыслова                         | Mysłowa           |      |
| Orichowez                | Оріховець    | Ореховец (Orechowez)            | Orzechowiec       |      |
| Roschysk                 | Рожиськ      | Рожиск (Roschisk)               | Rożyska           |      |
| Rossochuwatez            | Росохуватець | Росоховатец (Rossochowatez)     | Rosochowaciec     |      |
| Schewtschenkowe          | Шевченкове   | Шевченково (Schewtschenkowo)    | Jacowce           |      |
| Staromischtschyna        | Староміщина  | Старомищина (Staromischtschina) | Staromiejszczyzna |      |
| Supraniwka               | Супранівка   | Супрановка (Supranowka)         | Supranówka        |      |
| Tarnoruda                | Тарноруда    | Тарноруда (Tarnoruda)           | Tarnoruda         |      |
| Tschernyliwka            | Чернилівка   | Черниловка (Tschernilowka)      | Czerniszówka      |      |
| Turiwka                  | Турівка      | Туровка (Turowka)               | Turówka           |      |

## Söhne und Töchter der Stadt
- Friedrich Zelnik (1885–1950), deutsch-österreichischer Schauspieler, Filmregisseur und Filmproduzent
- Hermann Kesten (1900–1996), deutscher Schriftsteller
- Israel Eldad (1910–1996), jüdischer Untergrundkämpfer
- Ignaz Reiss (1899–1937), sowjetischer Spion und Dissident
- Walter Kriwitzki (1899–1941), sowjetischer Spion und Dissident